# Uncommitted
Az Uncommitted Kim Dzsunszu dél-koreai énekes XIA művésznéven kiadott első angol nyelvű kislemeze, melyet a Sony Music Entertainment producere, Bruce Vanderveer írt. A dal R&B stílusú, azonban koreai hangzást is belecsempésztek, a refrén alatt a kkenggvari nevű koreai ütős hangszer hallható, a dal végén pedig Kim koreai stílusban énekel. A kismelezre az énekes korábban kiadott Tarantallegra című dalának orientális, angol nyelvű verziója is felkerült. A videóklipet a Katy Perryvel és Bon Jovival is dolgozó Marc Klasfeld rendezte, a klipet Los Angeles-ben forgatták.

## Számlista
| #  | Cím                                                                    | Dalszöveg                    | Zene                         | Hossz |
| -- | ---------------------------------------------------------------------- | ---------------------------- | ---------------------------- | ----- |
| 1. | Uncommitted                                                            | Bruce 'Automatic' Vanderveer | Bruce 'Automatic' Vanderveer | 3:39  |
| 2. | Tarantallegra (Oriental Ver.) [Ft. Flowsik (Aziatix)]                  | Juno                         | XIA                          | 4:14  |
| 3. | Uncommitted (Instrumentális)                                           |                              |                              | 3:39  |
| 4. | Tarantallegra (Oriental Ver.) [Ft. Flowsik (Aziatix)] (Instrumentális) |                              |                              | 4:14  |